# 馬克塔阿拉爾區
40°46′N 68°19′E / 40.767°N 68.317°E

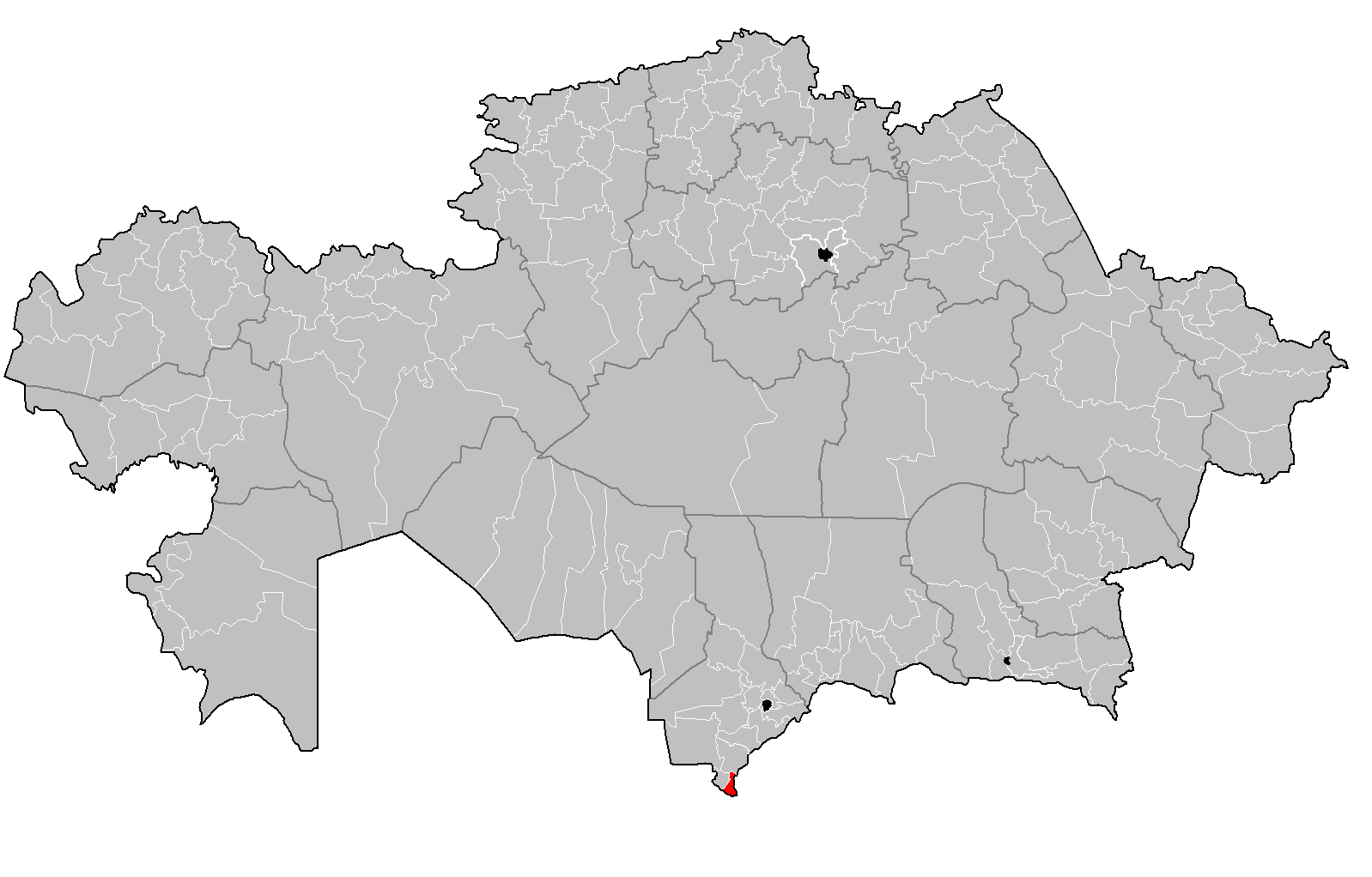

馬克塔阿拉爾區是哈薩克斯坦的行政區，位於該國南部，由突厥斯坦州負責管轄，首府設於熱特賽，始建於1928年，面積1,800平方公里，2019年人口133,139。